# Usclats d'Erau
Usclats d'Erau (en francès Usclas-d'Hérault) és un municipi occità del Llenguadoc, situat al departament de l'Erau i a la regió d'Occitània.